# 888casino
888casino, precedentemente Casino-on-Net è un casinò online fondato nel 1997 e basato a Gibilterra. È uno dei primi casino su internet e nel 2013 è diventato il primo e unico casinò online autorizzato negli Stati Uniti.

## Storia
Casino-on-Net è stato creato nel 1997 dai fratelli Aaron e Avi Shaked insieme ai soci Ron e Shay Ben-Yitzhaq, anch’essi fratelli. Aaron Shaked afferma di aver avuto l’idea del casinò online mentre partecipava a una conferenza di odontoiatria a Monte Carlo. Nel 1994 il Free Trade & Processing Zone Act è stato approvato in Antigua e Barbuda, facendo strada allo sviluppo di casinò online legali. Casino-on-Net was è stato rinominato 888casino nel 2010 per unificare il look e il credo di altri 888 brand. Nel 2015 il sito era autorizzato a operare a Gibilterra, nel New Jersey, in Danimarca, in Spagna e in altre nazioni e territori, e il brand è stato lanciato in Italia nel 2016.
Nel 2013 888casino è stato nominato sponsor del World Seniors Championship a Snooker.
A 888casino è stato riconosciuto il sigillo di garanzia eCOGRA's (eCommerce Online Gaming Regulation and Assurance) Safe and Fair.
Ogni mese 888casino pubblica la Percentuale di Payout del casinò verificata autonomamente e include la Percentuale di Payout di ciascun gioco, come anche la Percentuale di Payout media di 888casino. La percentuale di payout di 888casino è 95,1%.
Il magazine Gaming Intelligence descrive 888casino come "l’unico vero casino paneuropeo".

### Stati Uniti
Come risultato di una legge del Congresso degli Stati Uniti dell’ottobre 2006, le società di gaming online sono state obbligate a lasciare il mercato statunitense, cosa che ha provocato un’uscita di massa di questi siti dal mercato degli Stati Uniti.
Nel marzo 2013, la Nevada Gaming Commission ha garantito a 888casino la licenza come Fornitore di servizi di gaming interattivi, rendendola la prima compagnia di scommesse online a essere autorizzata dalla giurisdizione statunitense.

## Riconoscimenti
| Premio                                                  | Anno |
| ------------------------------------------------------- | ---- |
| Miglior operatore di casino, Gaming Intelligence Awards | 2015 |
| Operatore digitale dell’anno, Global Gaming Awards      | 2014 |
| Operatore dell’anno, eGR Operator Awards                | 2013 |
| Miglior operatore di casino, eGR Operator Awards        | 2013 |